# Frederic Alfonso i Orfila
Frederic Alfonso i Orfila (Barcelona, 21 de novembre de 1913 — Barcelona, 25 d'abril de 1991) fou un poeta català. Fill de dos professors de l'Escola Municipal de Música de Barcelona (Frederic Alfonso i Margarida Orfila), estudià dret i es va dedicar a l'Administració Pública i a l'ensenyament. Va escriure diversos llibres, alguns dels quals varen ser premiats. Va col·laborar habitualment en mitjans de comunicació i en revistes científiques i culturals, com ara, La Publicitat, La Venda, Catalunya, El Matí, Tele-Estel, Avui i El Noticiero Universal. Va estar molt vinculat a la vila de Sentmenat i la biblioteca municipal d'aquest poble en porta el nom.

## Obres
Poesia
- Esclats. Esperança (Jocs Florals de Barcelona de 1932)[5]
- Càntis d'esperança (Jocs Florals de Barcelona de 1933)[5]
- Dos sonets (Jocs Florals de Barcelona de 1934)[5]
- Clarors mediterrànies (1936)
- Infant (1938)
- Poemes (1947)

Descripció i viatges
- La vida de Sentmenat, vista per un poeta i un pintor (1983)

## Premis literaris
- Flor Natural, Jocs Florals de Girona, 1956[6]
- Premi de la Sociedad "Casino Figuerense", Jocs Florals de l'Empordà, 1961, per l'obra Sonets de la llar[7]
- Premi Ciutat de Barcelona, 1974, per l'obra Sonets bíblics i altres memòries
- Premi Ciutat de Maó de poesia, 1975
- Premi Ciutat d'Olot-Guerau de Liost de poesia i prosa poètica, 1976
- Premi Ciutat d'Olot-Guerau de Liost de poesia i prosa poètica, 1977
- Premi Ciutat d'Olot-Guerau de Liost de poesia i prosa poètica, 1978